# Rafael Méndez (trompettiste)
Pour les articles homonymes, voir Mendez.
Rafael Méndez, né en 1906 à Jiquilpan au Mexique et mort en 1981 à Los Angeles en Californie (États-Unis), est un trompettiste mexicain.

## Biographie
Issu d'une famille de musiciens, il apprend l'instrument dès 5 ans.
À 20 ans, il émigre aux États-Unis, où il travaille d'abord en tant qu'employé d'usine, tout en jouant dans divers orchestres. En 1933, Méndez déménage à New York et intègre l'orchestre de Rudy Vallée. En 1937, il déménage avec sa femme en Californie, où il intègre l'orchestre de la M.G.M. en 1939. Bien qu'il joue déjà comme soliste, il réalise surtout des compositions, des arrangements et des méthodes de trompette.
C'est après avoir quitté l'orchestre de la M.G.M. en 1949, qu'il commence sa carrière de trompettiste soliste à plein temps. Il joue avec des orchestres aux États-Unis et en Europe, et produit 16 albums.
Dès la fin des années 1950, Méndez souffre de graves problèmes d'asthme. En 1967, il est blessé au visage par une balle de baseball lors d'un match à Mexico. Soigné mais diminué, il ralentit drastiquement la fréquence de ses concerts. Il cesse définitivement de se produire en 1975, tout en continuant de composer et d'arranger. Il meurt le 15 septembre 1981 d'une crise cardiaque, dans son domicile d'Encino.

## Discographie
- Concerto for Méndez
- Love and Inspiration
- Magnificent Méndez
- Méndez in Madrid
- Méndez Plays Arban
- Rafael Méndez & Laurindo Almeida …Together (1967)
- Rafael Méndez
- Rafael Méndez and His Orchestra
- The Magic Trumpet of Rafael Méndez
- The Majestic Sound of Rafael Méndez
- The Singing Trumpet
- The Trumpet Virtuosity of Rafael Méndez
- Trumpet Extraordinary
- Trumpet Showcase
- Trumpet Solos Extraordinary
- Trumpet Spectacular